# Gaston Modot (Modigliani)
Gaston Modot est un tableau réalisé par le peintre italien Amedeo Modigliani en 1918. Cette huile sur toile est un portrait à mi-corps de Gaston Modot en chemise blanche, avec un cou particulièrement long. L'œuvre est conservée depuis 2002 au musée national d'Art moderne, à Paris.